# Márathos (Héraklion)
Márathos, en grec moderne : Μάραθος, est un village de montagne, du dème de Malevízi, de l'ancienne municipalité de Tylissos, dans le district régional de Héraklion en Crète, en Grèce. Selon le recensement de 2001, la population de Márathos compte 331 habitants. Le village est situé à une altitude de 300 m et à une distance de 20,3 km de la route de La Canée. En 1583, il est mentionné dans le recensement Kastrofylakas, sous le nom de Maratto, avec une population de 54 habitants. Il faisait partie de la province de Mylopótamos, jusqu'au début du XXe siècle.

## Personnalité liée à Márathos
- Dimítris Vlantás

## Source de la traduction
- (el) Cet article est partiellement ou en totalité issu de l’article de Wikipédia en grec moderne intitulé « Μάραθος Ηρακλείου » (voir la liste des auteurs).